# Colette Nirouet
Colette Nirouet, née le 25 mai 1926 à Paris et morte en novembre 1944 à Friesen, est une résistante française. 
Elle meurt au combat en novembre 1944 après s'être engagée dans l'armée française. Elle est l'une des rares femmes combattantes mortes sous l'uniforme lors de la libération de la France. 

## Biographie
Ginette Collet Nirouet naît à Paris en 1926.

## Actions militaires

### Maquis
C'est sous le pseudonyme d'Évelyne Meunier que Colette Nirouet combat dans le maquis d'Auvergne après le débarquement du 6 juin 1944. À la suite du retrait des troupes allemandes à la mi-septembre 1944, elle s'engage avec ses camarades maquisards dans le 152e régiment d'infanterie surnommé le régiment d'Auvergne. Bien qu'engagée en tant qu'infirmière, Colette Nirouet parvient à convaincre son chef de la laisser s'armer et combattre. 

### Armée
Colette Nirouet tombe au combat à Friesen (le 12 ou le 26 novembre 1944 selon les sources), lorsqu'une contre-offensive allemande parvient à isoler le 152e RI et le coupe de tout soutien logistique et militaire. Incitant des soldats allemands à se rendre, elle est tuée par une rafale. Elle est abattue par Arthur Gorenflo, commandant en chef du bataillon d'infanterie allemand qui plus tard, rendra hommage à son courage[réf. nécessaire]. Évacuée vers l'hôpital de Colmar par les soldats allemands, son corps ne sera jamais retrouvé.
Son histoire n'est révélée qu'en 1984, après la parution d'un article dans le journal L'Humanité intitulé « Les Inconnus de la Résistance », et le travail de recherche d'Antonin Cubizolles.
Pour son héroïsme, elle reçoit la croix de guerre le 30 août 1985, avec la mention « Mort pour la France ». L'année suivante, son nom est ajouté sur le monument aux morts de Sainte-Marie-sur-Ouche.
Une stèle lui rendant hommage est inaugurée à Friesen en 1994.

## Décoration
- Croix de guerre 1939–1945 à titre posthume (1985)